# Przedsiębiorstwo pogrzebowe
Przedsiębiorstwo pogrzebowe (oryg. tytuł: Funeral Business) – albański film krótkometrażowy z roku 1999 w reżyserii Gjergja Xhuvaniego.

## Opis fabuły
Akcja filmu rozgrywa się w roku 1997, w okresie kryzysu państwa albańskiego i anarchizacji życia społecznego. W społeczeństwie, które odrzuca zasady moralne na rzecz osiągnięcia doraźnego zysku Sana jest kobietą z innej epoki. Wiara w Boga i troska o własną rodzinę utrudniają jej normalne funkcjonowanie w społeczeństwie okresu transformacji.
Pierwsze zdjęcia do filmu kręcono jeszcze w czasie wydarzeń 1997 w Tiranie. Film zdobył Grand Prix na Festiwalu Filmowym w Montpellier.

## Obsada
- Vasjan Lami jako ojciec
- Luiza Xhuvani jako Sana
- Gerlidha Pula
- Nathaniel Brosku
- Sokol Angjeli
- Halil Ferhati